# Roger Wolfe
Roger Wolfe (Westerham, Kent, 17 de octubre de 1962) es un poeta, narrador y ensayista inglés, residente en España desde su infancia. El español es su principal lengua literaria y su estilo se inserta a medio camino entre el expresionismo y el realismo sucio. No obstante, algunos lo clasifican dentro de la llamada poesía de la experiencia o neorrealista, que, sin embargo, parodia frecuentemente.

## Biografía
Nacido en Inglaterra se trasladó con su familia a España en 1967, específicamente a Alicante, donde hizo sus primeros estudios.
En 1980 regresa a su país natal para estudiar, en el West Kent College, lengua y literatura inglesa, así como francés. Ha residido, también, en Oviedo. Su poesía ha sido elogiada por José Luis García Martín.
Su producción literaria se inicia, formalmente, en 1986 con la publicación de su primer libro Diecisiete poemas. Desde entonces ha continuado con la creación, no solamente poética, sino que también ha incursionado en la narrativa y el ensayo.
Para ejemplo de su poesía puede escogerse un pasaje de "Blaise Cendrars", de su libro Arde Babilonia (Madrid: Visor, 1999):

Qué terribles cinco treinta / de la tarde / solo que esto no es Granada / sino Glasgow, / 17 del dos de mil novecientos / noventa y cuatro - / nevando y bajo cero / ahí fuera: las calles más vacías / que un batracio degollado / panza arriba. / Acabo de cascarme / un par de pajas / a la salud de una pu tita / veinteañera / que nunca será mía / y probablemente  / de nadie más. / Y en la tele / mientras tanto / alguien boquea / sin sonido y con Venecia / al fondo: / una pila de espaguetis / putrefactos / flotando en caldo rancio / que como todos los poetas / que la han cantado / y que la cantan / y que sin duda alguna / seguirán cantando / no acaba de hundirse / en su propia mier da / por mucho que se empeñen / en anunciarnos / la buena nueva...

## Obra

### Poesía
- Diecisiete poemas, Ángel Caffarena, Málaga, 1986.[5]
- Días perdidos en los transportes públicos, Anthropos, Barcelona, 1992.
- Hablando de pintura con un ciego, Renacimiento, Sevilla, 1993.[5]
- Arde Babilonia, Visor, Madrid, 1994.
- Mensajes en botellas rotas, Renacimiento, Sevilla, 1996.
- Cinco años de cama, Prames, Zaragoza, 1998.
- Enredado en el fango [Treinta y seis poemas en inglés. Edición bilingüe. Versiones españolas del autor.] Colección Línea de Fuego, Oviedo, 1999.
- El invento (antología poética), selección de Aurora Luque y Emilio Carrasco, Cuadernos de Trinacria, Miguel Gómez Ediciones, Málaga, 2001.
- El arte en la era del consumo [poemas y relatos], Sial, Madrid, 2001.
- Vela en este entierro, Ediciones del 4 de AGOSTO, Logroño, 2006.
- Días sin pan [antología], Renacimiento, Sevilla, 2007.
- Noches de blanco papel. Poesía reunida (1986-2001), Huacanamo, Barcelona, 2008.[7]
- Afuera canta un mirlo, Huacanamo, Barcelona, 2009.[5]
- Gran esperanza un tiempo, Renacimiento, Sevilla, 2013.
- El amor y media vuelta, La Galla Ciencia Ediciones, Murcia, 2014.
- Pasos en el corredor, RavensWood Books, Almería, 2016.
- Algo más épico sin duda [antología a cargo del autor, con prólogo del mismo], Renacimiento, Sevilla, 2017.
- La poesía es un revólver apuntando al corazón (antología de poemas), Colección verso & cuento, Aguilar, Penguin Random House, Barcelona, 2019.
- Fazer o trabalho sujo (antología de poemas traducidos al portugués). Edições Língua Morta: Lisboa, 2020.
- El árbol del inglés. Ediciones Harkonnen Books: Madrid, 2021.

### Narrativa
- Quién no necesita algo en que apoyarse, Aguaclara, Alicante, 1993.
- El índice de Dios, Espasa Calpe, Madrid, 1993.
- Mi corazón es una casa helada en el fondo del infierno, Aguaclara, Alicante, 1996.
- Fuera del tiempo y de la vida, Prames, Zaragoza, 2000.
- ¡Que te follen, Nostradamus!, DVD, Barcelona, 2001.
- Tiempos muertos, Huacanamo, Barcelona, 2009.
- Luz en la arena, zut ediciones, Málaga, 2013.
- El Sur es un sitio grande, zut ediciones, Málaga, 2014.

### Ensayo
- Todos los monos del mundo, Renacimiento, Sevilla, 1995.
- Hay una guerra, Huerga y Fierro editores, Madrid, 1997.
- Oigo girar los motores de la muerte, DVD, Barcelona, 2002.
- Siéntate y escribe, Huacanamo, Barcelona, 2011.[8]
- Escrito con la lengua, Huacanamo, Barcelona, 2012.
- Oras en la vida, RavensWood Books, Almería, 2016.